# Derry (Noord-Ierland)
Derry of Londonderry (Iers: Doire, wat eikenbos betekent) is een civil parish met de officiële titel van city, in het noorden van Noord-Ierland. Derry is na Belfast de grootste stad in Noord-Ierland. In 2001 had de stad Derry 83.652 inwoners. Ze ligt aan de rivier de Foyle, niet ver van de plaats waar die overgaat in Lough Foyle. Derry heeft nog een complete zeventiende-eeuwse stadsomwalling.
Sinds 2015 is de stad geen district meer op zich, maar na fusie met het voormalig district Strabane onderdeel van het district Derry and Strabane.

## Rol in de burgeroorlog
De stad speelde samen met Belfast een belangrijke rol in de onlusten tussen katholieken en unionisten in het laatste derde deel van de twintigste eeuw (ook wel the Troubles genoemd). De Slag van de Bogside van 12 tot 14 augustus 1969 wordt vaak aangehaald als het startschot van de onrust. Ook Bloody Sunday, een dramatisch dieptepunt in de onlusten, vond in Derry plaats. Vanaf 1991 was Derry echter rustiger dan andere brandhaarden.
Een opmerkelijk monument is de Peace Bridge (Vredesbrug) die sinds 25 juni 2011 zowel symbolisch als praktisch de overwegend unionistische wijk Waterside op de  rechteroever van de Foyle verbindt met het overwegend katholieke stadscentrum op de linkeroever.

## Galerij

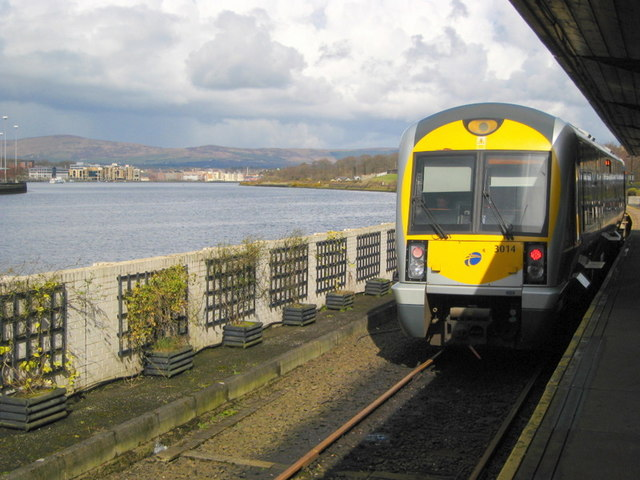
Station Waterside met Translink
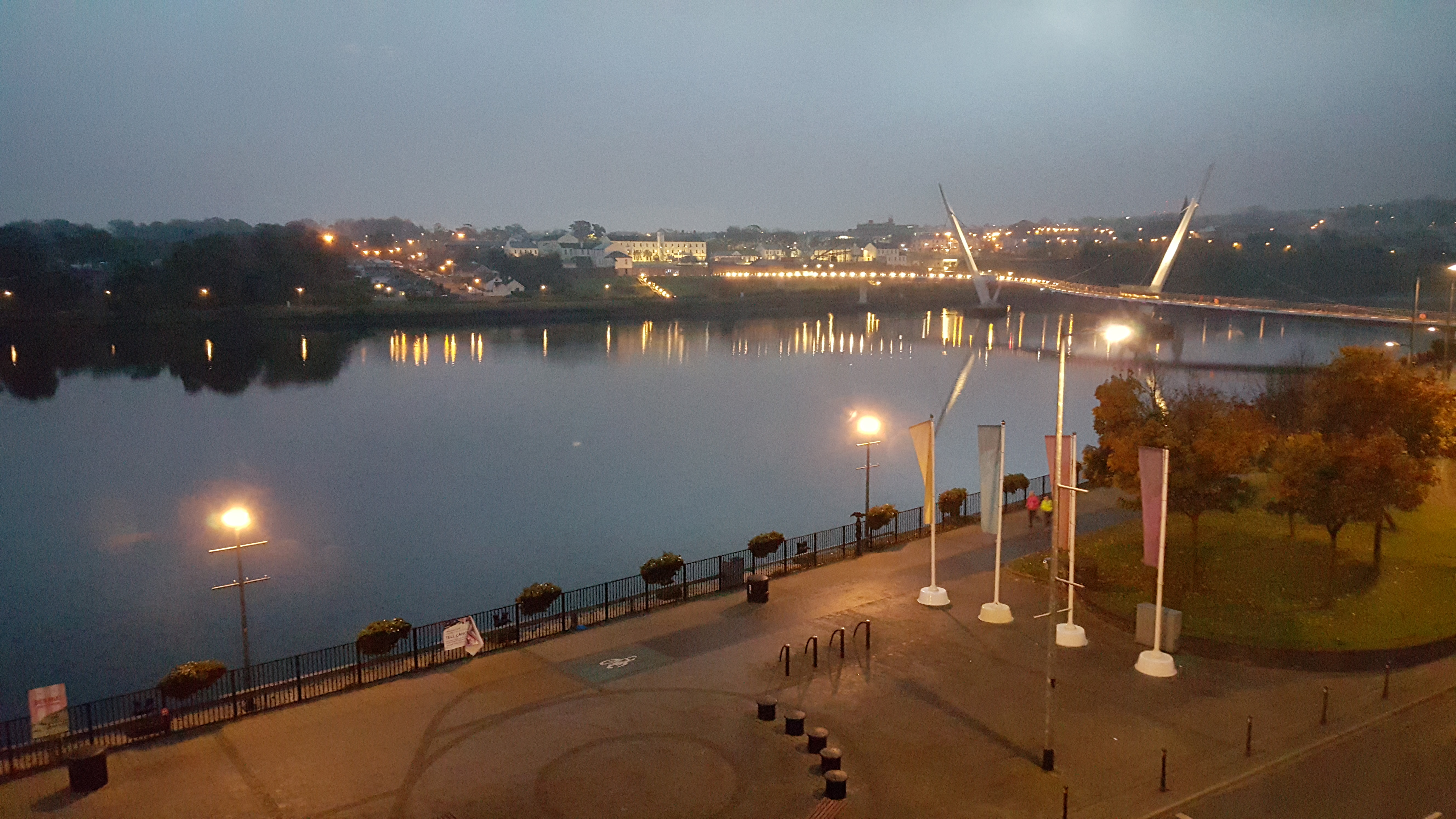
Peace Bridge, gezien vanaf het stadscentrum
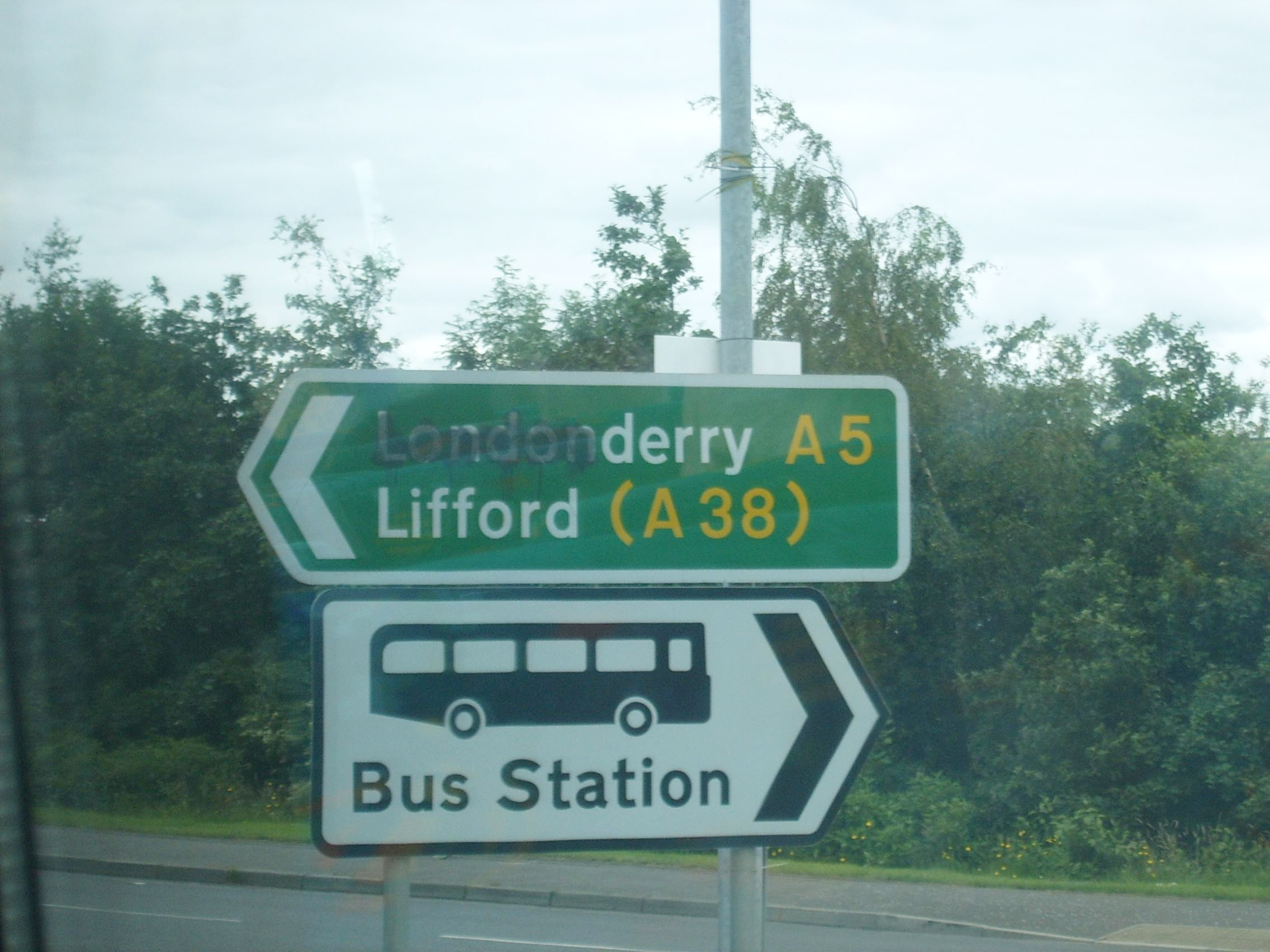
Een wegwijzer bij Strabane, gewijzigd door een nationalist